# Insignes militaires de spécialité de l'armée de terre des États-Unis

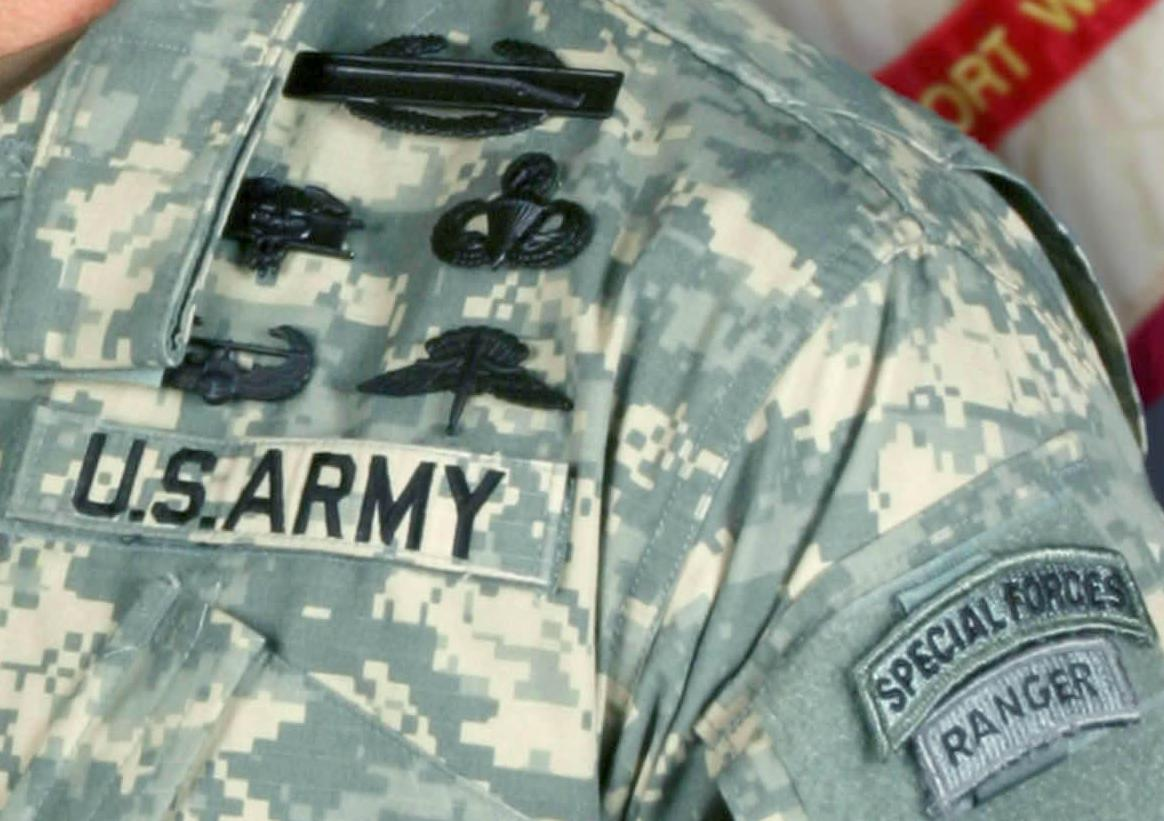
Insignes militaires de spécialité (version métal noir et tissu) portées à la poitrine et à l'épaule sur un uniforme de combat.

Les Insignes militaires de spécialité de l'armée de terre sont des décorations délivrées par le département de la défense des États-Unis aux soldats justifiant de réalisations ou de qualifications diverses dans l'exercice de leurs fonctions au sein de l'US Army.

## Description
Le port des insignes de l'US Army est régi par le Army Regulation 670-1 - Uniforms & insignia. Celui-ci classe les différents badges en fonction de leur condition d'attribution (action au combat, spécialité, affectation). La catégorie des insignes de combat et de spécialité est divisée en cinq groupes faisant ordre de préséance. Cependant il n'existe pas d'ordre au sein d'un même groupe. Ainsi, un soldat portant le Combat Infantryman Badge, le Combat Action Badge et le Parachutist Badge pourra choisir l'ordre de port pour les deux premiers mais devra porter le Parachutist badge en troisième position.
Un soldat peut porter jusqu'à six insignes sur son uniforme s'ils sont portés seuls. Si les insignes sont portés en même temps que les rubans de décorations, le nombre est limité à un badge du groupe 1 ou 2, ou trois badges des groupes 3 et 4, ou un badge du groupe 1 ou 2 avec deux badges des groupes 3 et 4. Les insignes de la catégorie combat et spécialités sont portés au-dessus des rubans. Les autres catégories sont portées en-dessous, notamment les insignes d'adresse au tir comprenant des parties pendantes tombant sur le rabat de poche. Certains badges sont portés à l'épaule, tels que le Rangers Tab. Les insignes peuvent être en métal émaillé pour être portés sur les tenues de sortie et de cérémonie ou en métal noir ou tissu pour être portés sur les tenues de combat ou de travail. Il existe également des versions miniatures pour le port sur vêtements civils.
Au XXIe siècle, les insignes militaires de spécialité en vigueur dans l'US Army sont les suivants :

## Insignes de combat et de compétences spéciales

### Groupe 1

Combat Infantryman Badge
Combat Medical Badge
Combat Action Badge

### Groupe 2

Expert Infantryman Badge
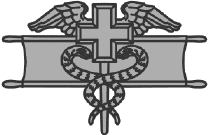
Expert Field Medical Badge
Expert Soldier Badge

### Groupe 3

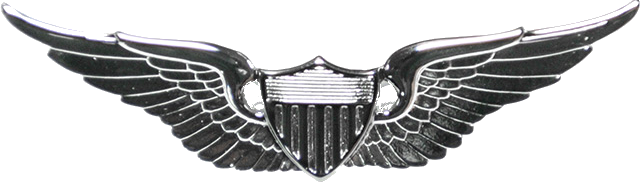
Army Aviator Badges
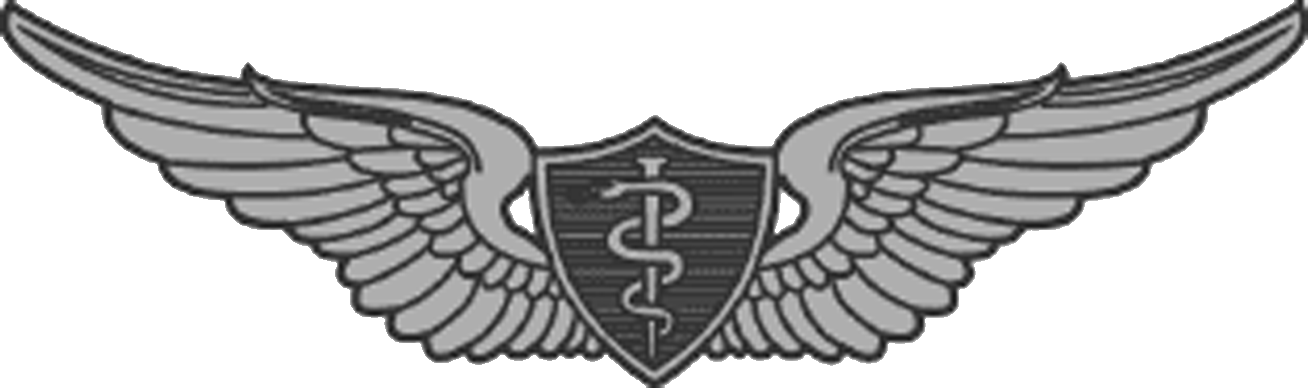
Army Flight Surgeon Badges
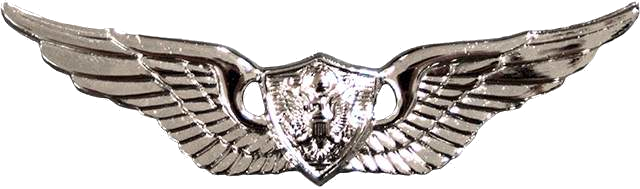
Army Aviation Badges
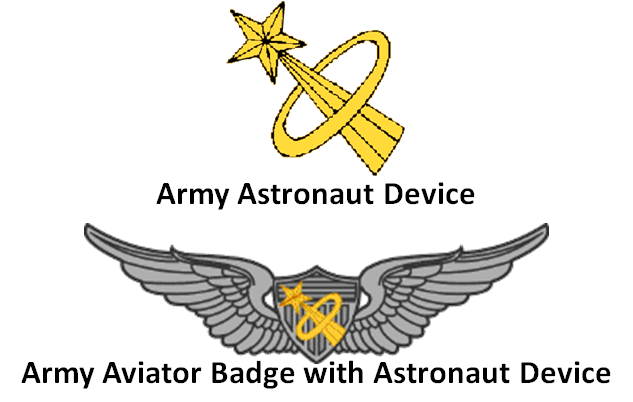
Army Astronaut Badges (Any Army Aviator, Flight Surgeon, or Aviation Badge with Astronaut Device)
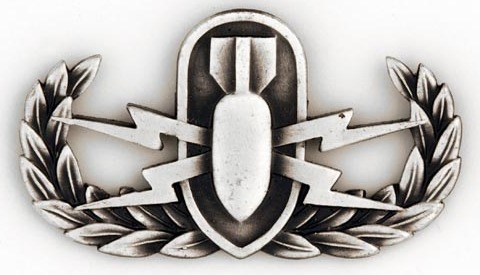
Explosive Ordnance Disposal Badges*
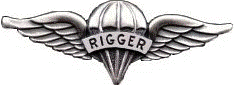
Parachute Rigger Badge*

### Groupe 4

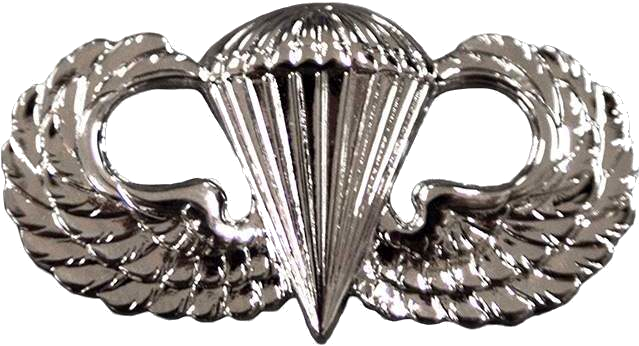
Parachutist Badges*
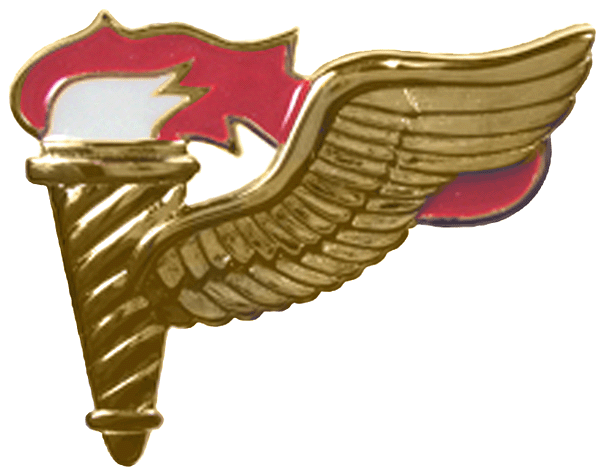
Pathfinder Badge
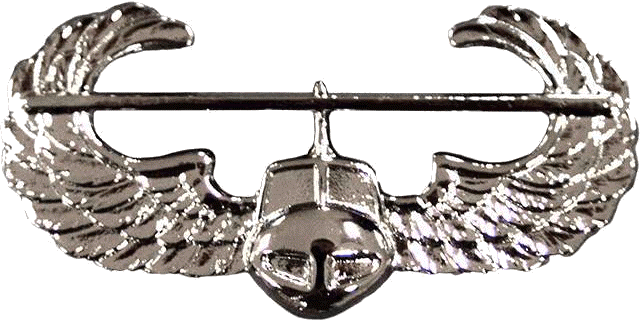
Air Assault Badge
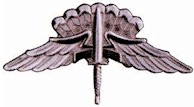
Military Freefall Parachutist Badges*
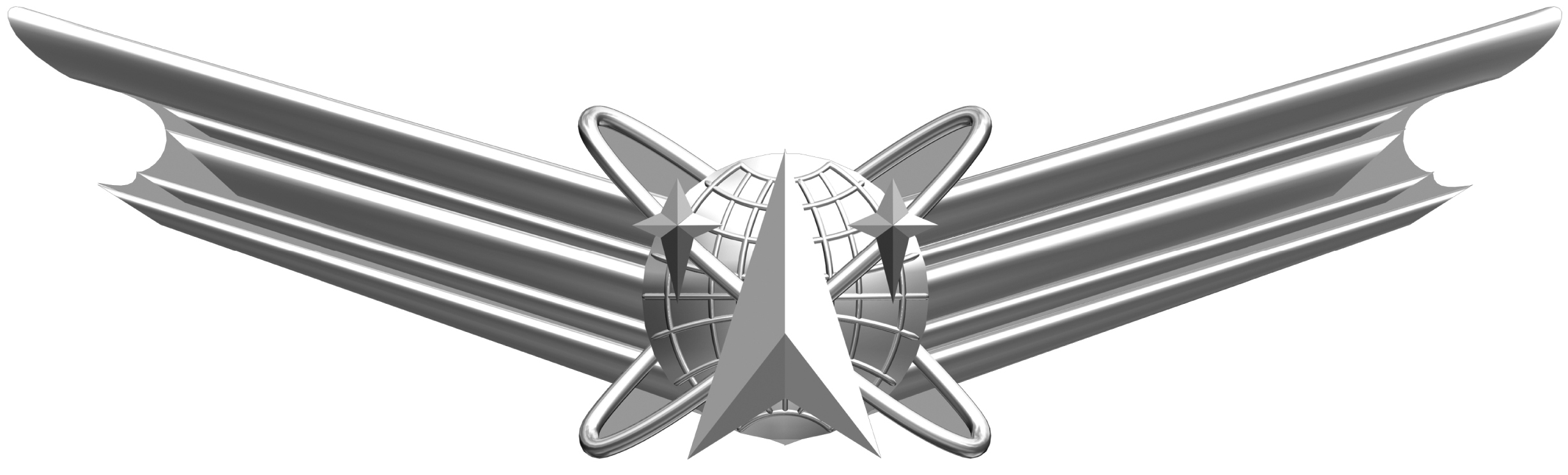
Space Badges**
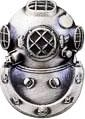
Diver Badges
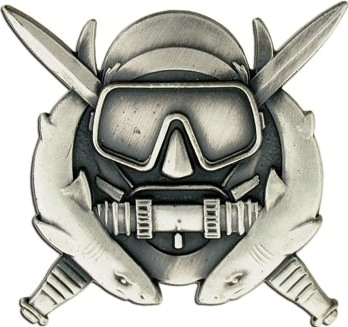
Special Operations Diver Badges
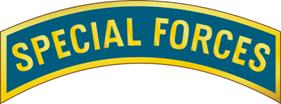
Special Forces Tab
Ranger Tab
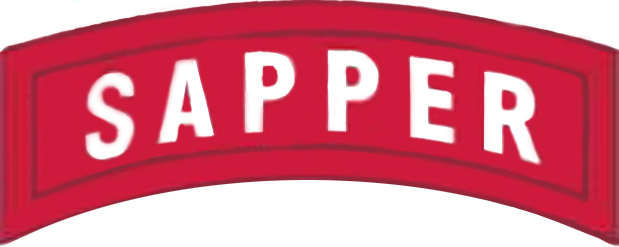
Sapper Tab
Jungle Tab (USARPAC)

### Groupe 5

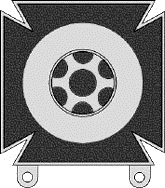
Driver and Mechanic Badges

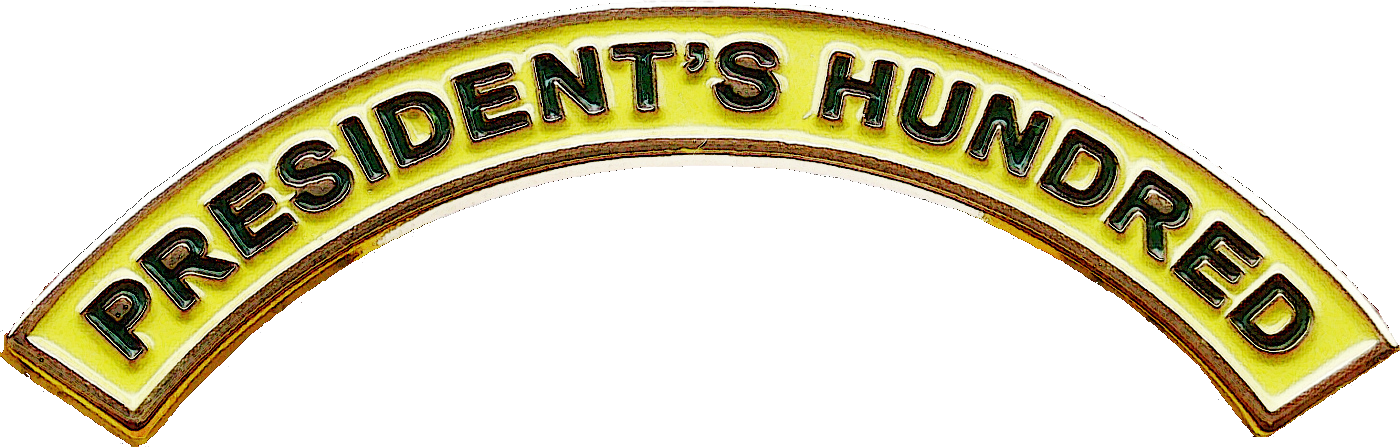
President's Hundred Tab
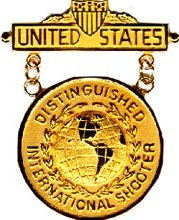
Distinguished International Shooter Badge
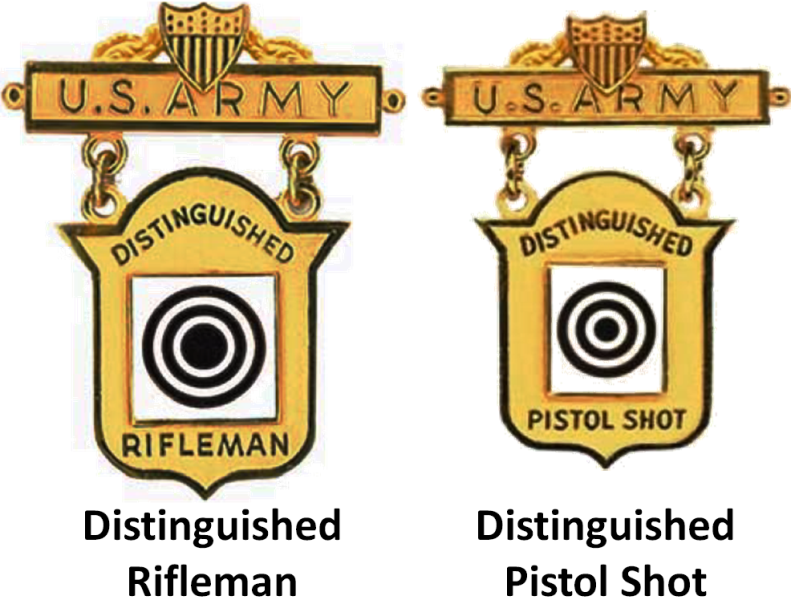
Distinguished Shooter Badges
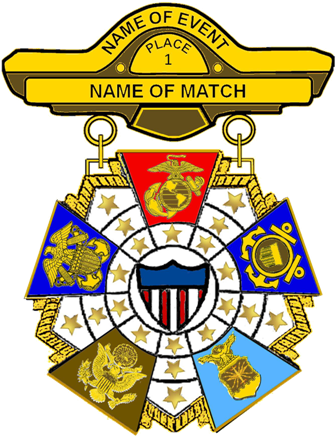
Interservice Competition Badges
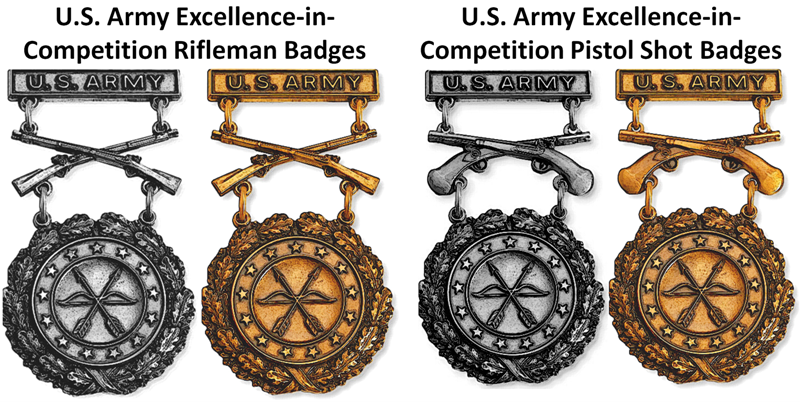
Excellence-In-Competition Badges
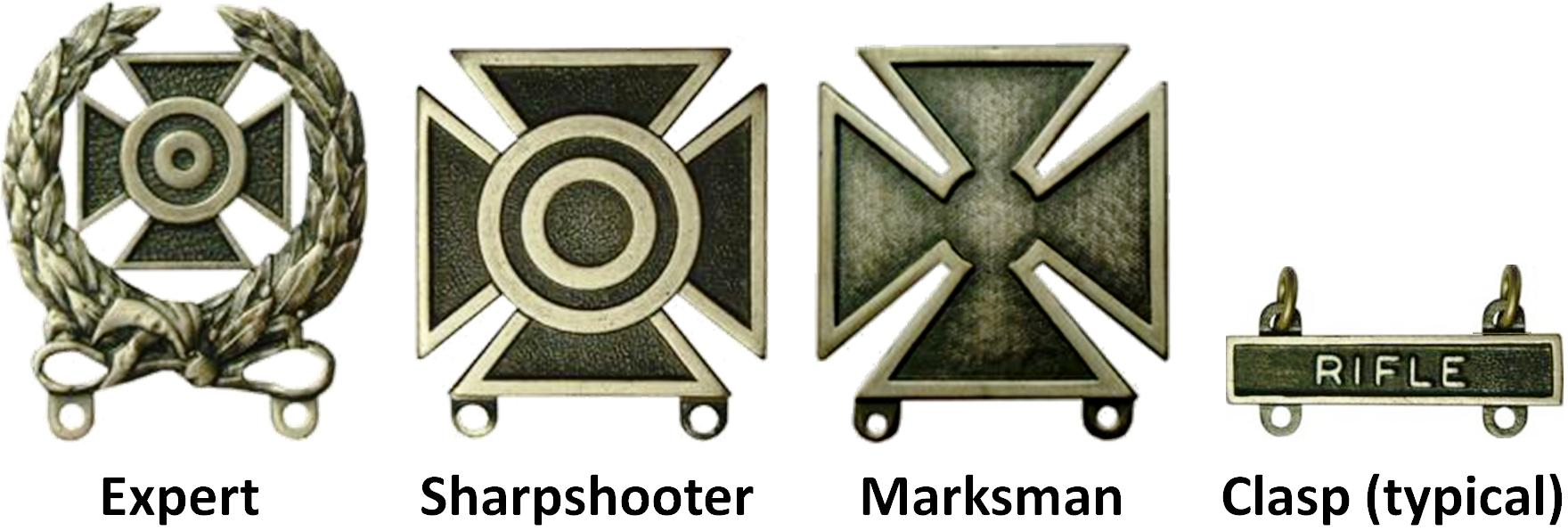
Marksmanship Qualification Badges

### Groupe 6

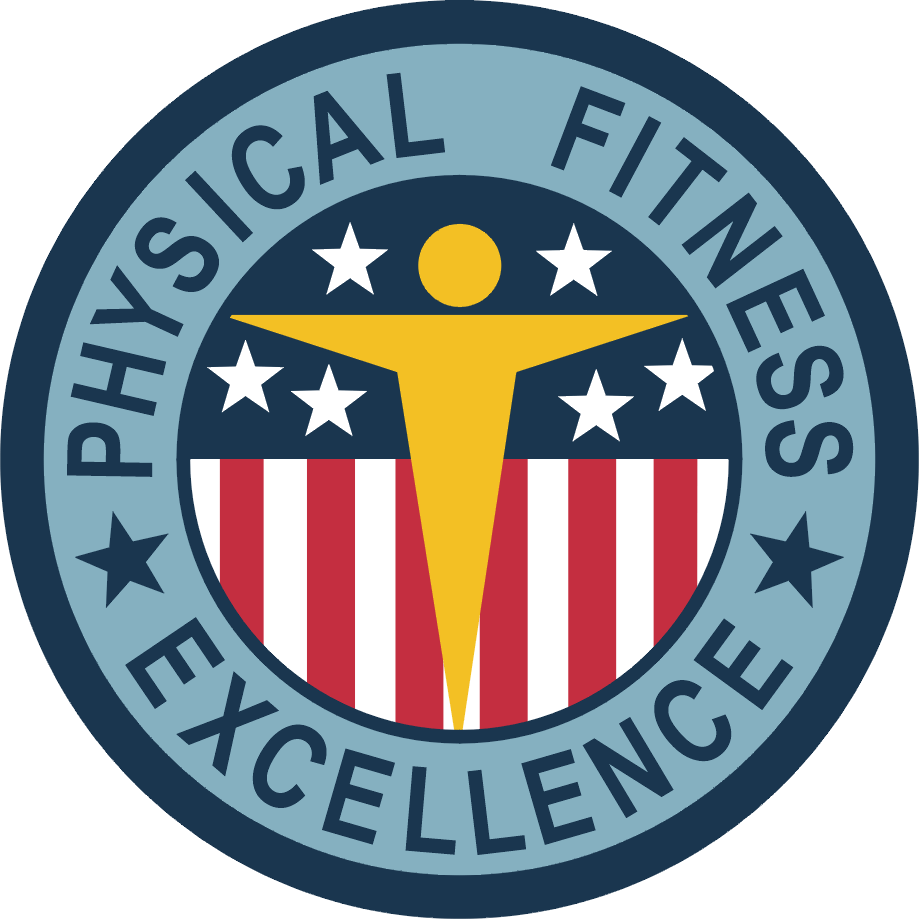
Physical Fitness Excellence Award

## Insignes d'identification de spécialité ou d'affectation

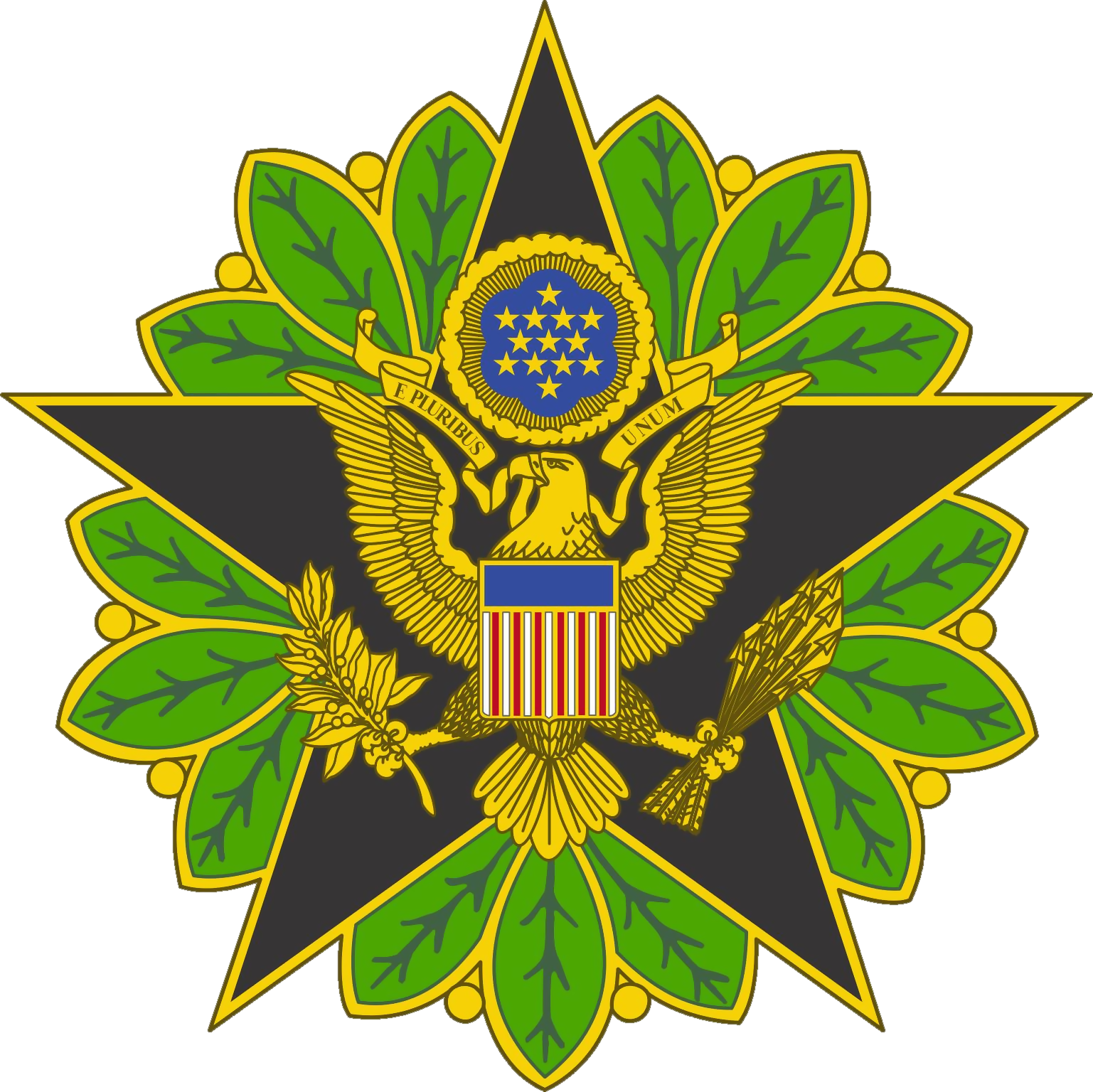
Army Staff Identification Badge
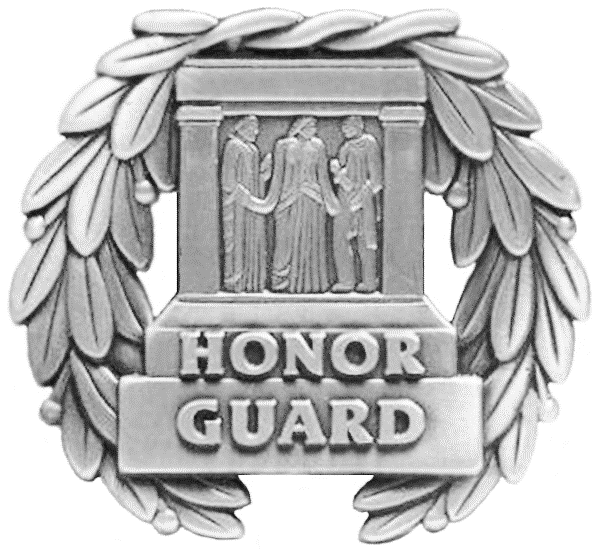
Guard, Tomb of the Unknown Soldier Identification Badge
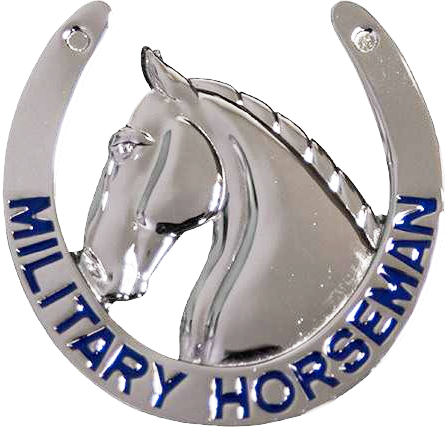
Military Horseman Identification Badge
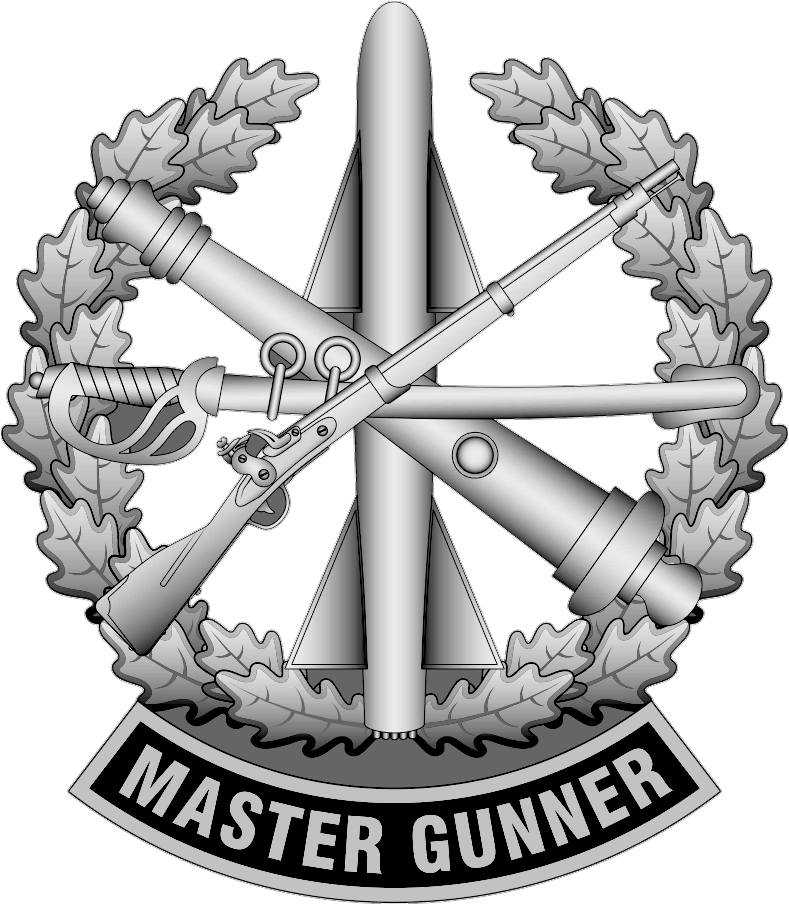
Master Gunner Identification Badge
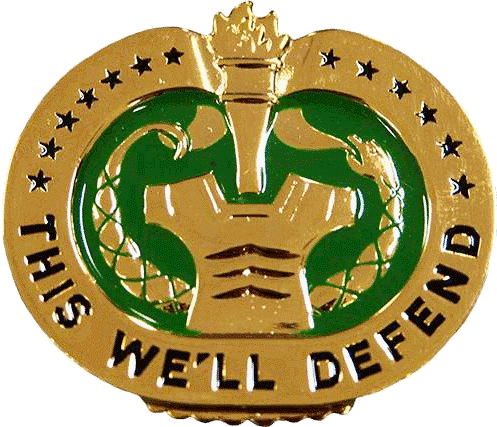
Drill Sergeant Identification Badge
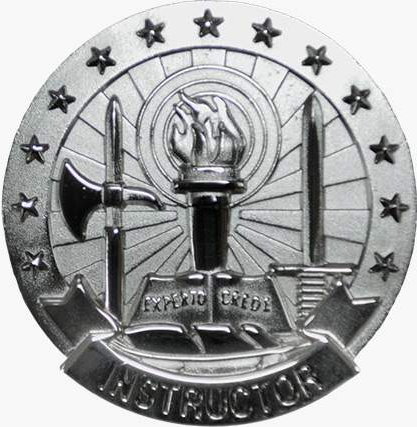
Instructor Identification Badges
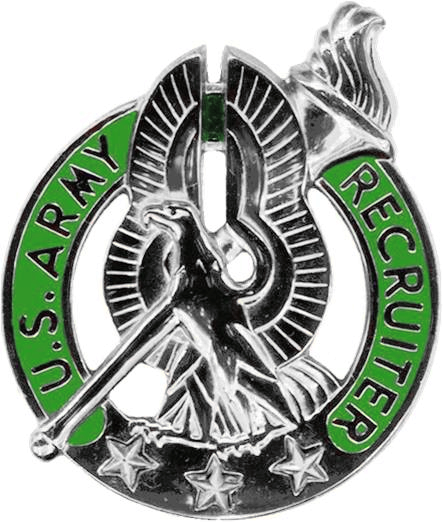
Army Recruiter Badges
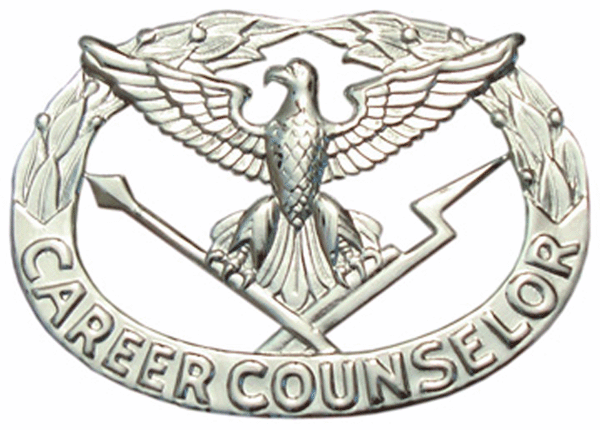
Career Counselor Badge
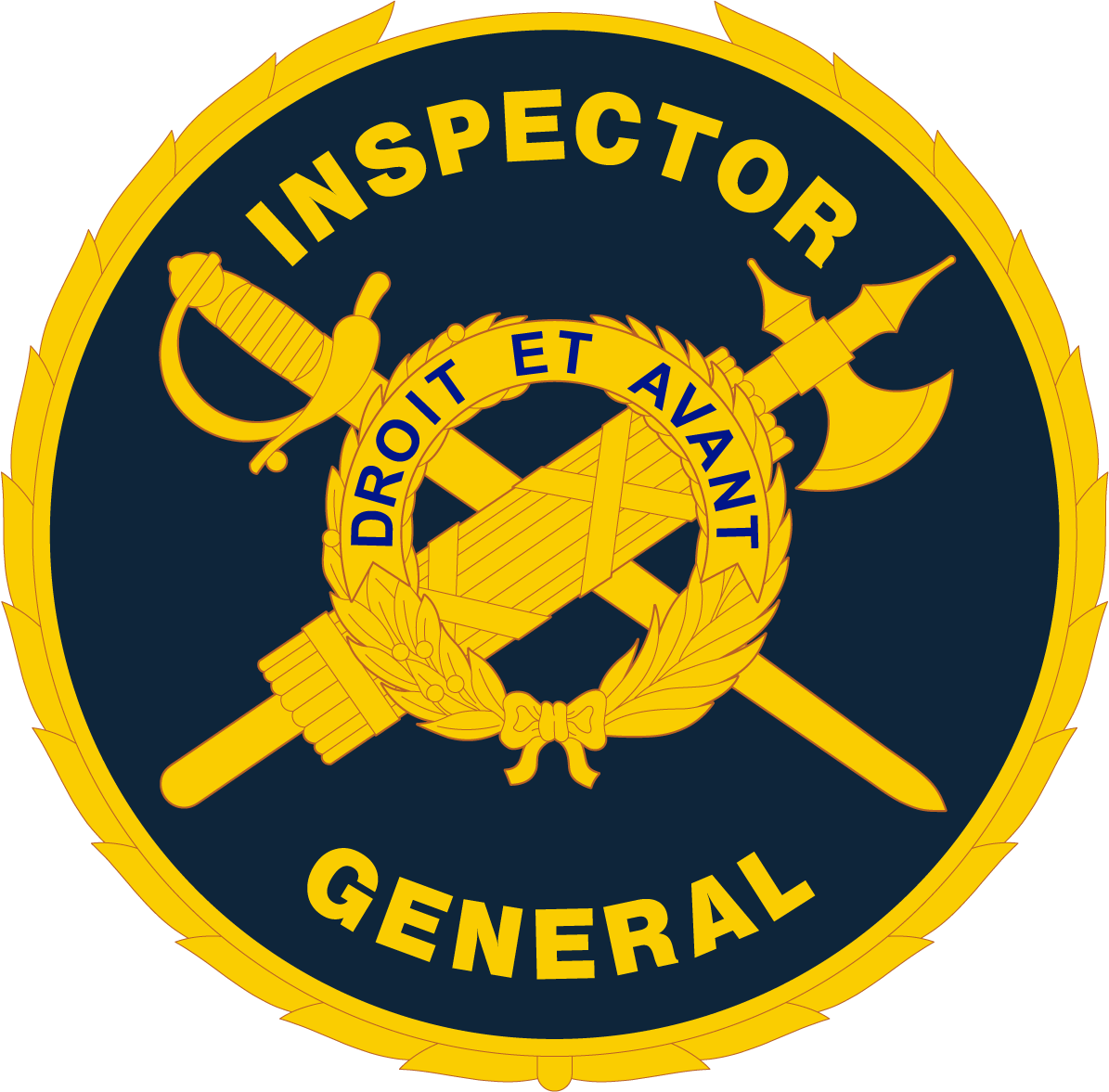
Army Inspector General Identification Badge
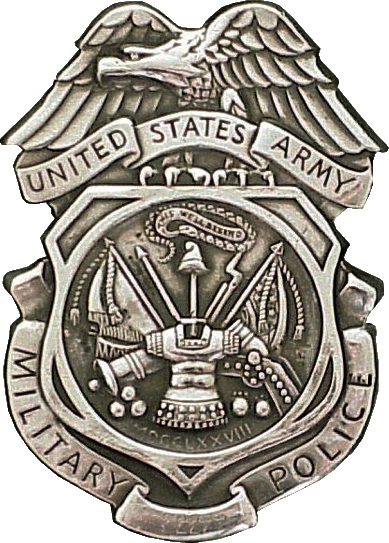
Badge d'identification de la Military Police
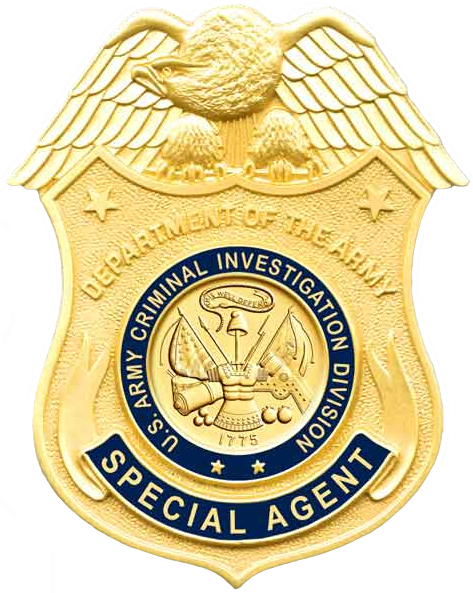
Criminal Investigation Division Special Agent Badge
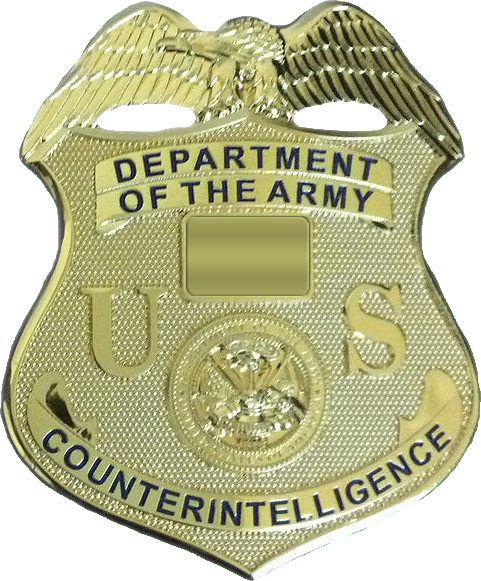
Counterintelligence Special Agent Badge
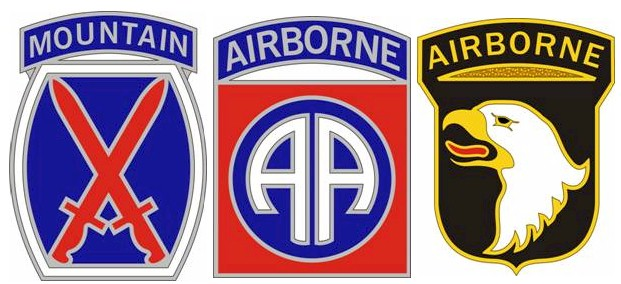
Combat Service Identification Badges

## Insignes de l'Army National Guard

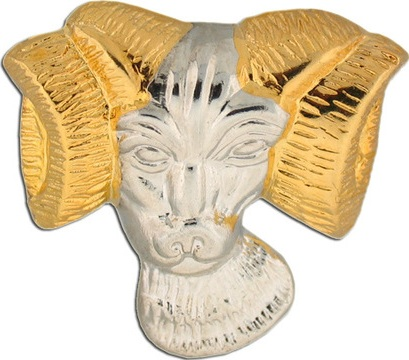
Ram's Head Device (VT NG)
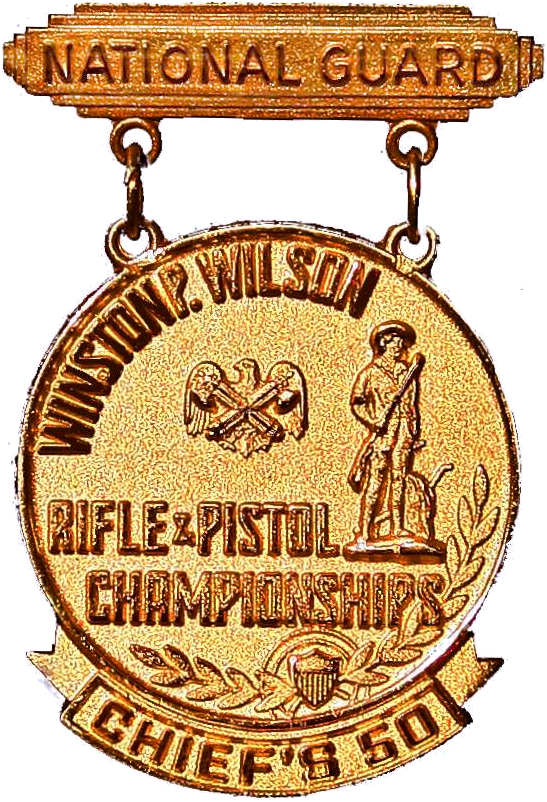
Chief's 50 Marksmanship Badge
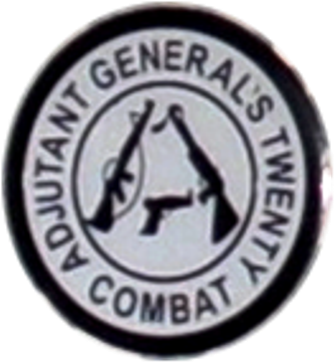
Adjutant General's Twenty Combat Badge (MO NG)[5],
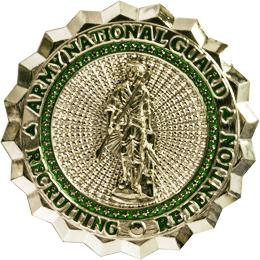
Army National Guard Recruiter & Retention Badges
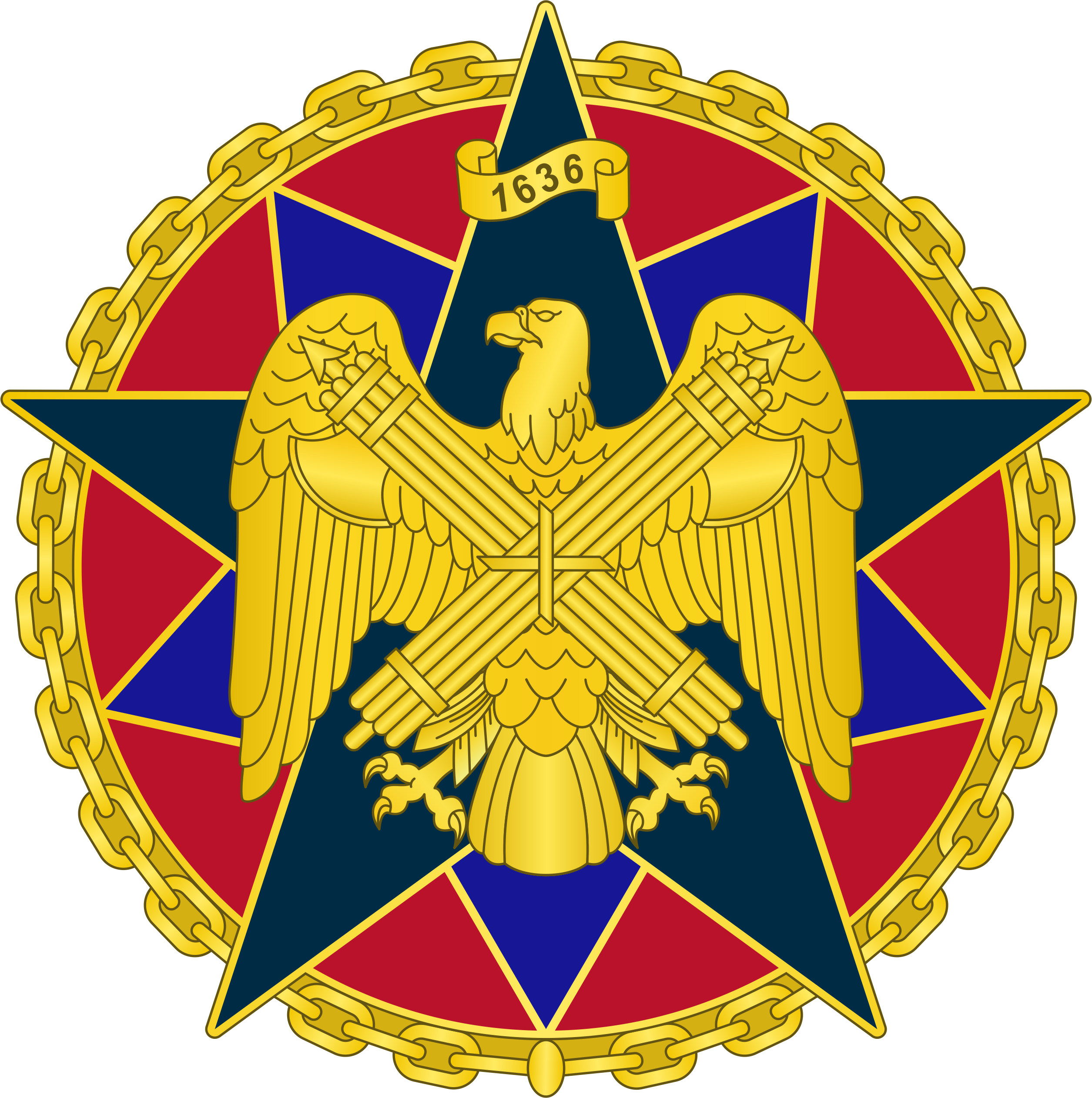
National Guard Bureau Organizational Badge*

## Insignes divers

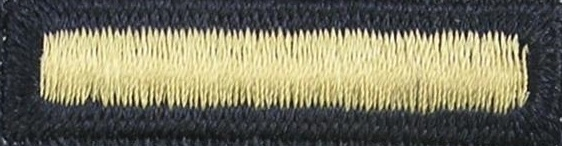
Overseas Service Bar.
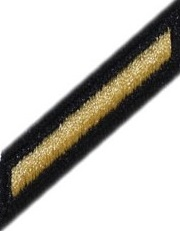
Service stripe.